# Tsūjou kōgeki ga zentai kōgeki de ni kai kōgeki no okā-san wa suki desuka?
Tsūjou kōgeki ga zentai kōgeki de ni kai kōgeki no okā-san wa suki desuka? (通常攻撃が全体攻撃で二回攻撃のお母さんは好きですか?? lett. "Ti piace la tua mamma e i suoi attacchi multi-bersaglio a due colpi?"), nota più semplicemente come Okaa-san Online (お母さんオンライン?, Okā-san Onrain) è una serie di light novel scritta da Dachima Inaka e illustrata da Pochi Iida, pubblicata da Fujimi Shobō sotto l'etichetta Fujimi Fantasia Bunko dal 2017 al 2020.

## Trama
Masato Oosuki è un normale adolescente che viene spesso infastidito dalla madre eccessivamente protettiva, Mamako, ma la loro vita cambia quando vengono spediti entrambi all'interno di un gioco a tema fantasy. Masato fa del suo meglio per mostrare la sua abilità all'interno del gioco, agitato dal fatto che sua madre possieda statistiche molto più alte delle sue, che le permette di sconfiggere facilmente tutti i suoi avversari con le sue spade gemelle, lasciandogli così poco tempo per agire. Successivamente faranno amicizia con tre ragazze che si uniranno al loro party. Mentre svolgono delle ricerche all'interno del gioco, scoprono che quest'ultimo era stato originariamente sviluppato per aiutare a rafforzare il legame tra genitori e figli.

## Personaggi

I protagonisti nella serie anime. Da sinistra: Wise, Masato, Mamako, Porta e Medhi

Mamako Oosuki (大好 真々子?, Ōsuki Mamako)
Doppiata da: Ai Kayano
La madre di Masato, nonché protagonista femminile della serie. Soffre di vertigini ed è un po' sciocca ma è molto affettuosa, generosa e premurosa nei confronti del figlio, a tal punto di dargli spesso fastidio. È armata con due spade che si rivelano essere molto potenti. Ha anche un ottimo legame con gli altri membri del gruppo, che tratta come se fossero i suoi figli adottivi.
Masato Oosuki (大好 真人?, Ōsuki Masato)
Doppiato da: Haruki Ishiya
Il protagonista maschile, un adolescente entusiasta di essere entrato all'interno di un mondo di un videogioco. Tuttavia non gli piace quando sua madre interferisce o riesce in tutto ciò che vorrebbe fare. Nel corso della serie, comincerà ad apprezzare poco a poco quello che sua madre fa per lui.
Wise (ワイズ?, Waizu)
Doppiata da: Sayumi Suzushiro
Un membro del gruppo di Masato, nonché maga. È molto orgogliosa e occasionalmente dispettosa, ma dimostra in più di un'occasione di essere anche gentile. Sua madre era una guerriera molto potente e affascinante che decise di abbandonare Wise quando si accorse di essere molto più forte della figlia.
Porta (ポータ?, Pōta)
Doppiata da: Sayaka Harada
Altro membro del gruppo di Masato con il ruolo di artigiana. Sostiene Masato e sua madre con tutta se stessa e si dimostra abile nel collezionare e conservare oggetti.
Medhi (メディ?, Medi)
Doppiata da: Lynn
Una compagna di classe di Masato nella scuola presente nel gioco. È molto gentile verso quest'ultimo e si dimostra essere una potente maga a pieno titolo. Sua madre è molto severa e interferisce in ogni occasione possibile per garantirsi che Medhi abbia successo in ogni suo compito. Se uno dei suoi piani non va in porto, borbotta sottovoce e commenta in modo sprezzante quanto disprezza sua madre.
Masumi Shirase (白瀬 真澄?, Shirase Masumi)
Doppiata da: Satomi Arai
La distributrice del mondo del videogioco. Nel corso della serie appare frequentemente in compagnia di diversi personaggi autorevoli, ma portando sempre il suo stesso nome. Parla in modo pratico e informa il gruppo di Masato della loro prossima destinazione.
Kazuno (カズノ?)
Doppiata da: Ryoka Yuzuki
La madre di Wise ed il primo boss affrontato dal gruppo. Vede la figlia come un peso e la respinge. Quando era più giovane era estremamente popolare tra gli uomini e vede il gioco principalmente come un modo per relazionarsi con l'altro sesso, creando così un piccolo harem di ragazzi. Fa uso della magia per mantenere il suo aspetto giovane e rendere gli uomini attorno a lei belli. È anche conosciuta come l'Imperatrice della Notte.
Medhimama (メディママ?, Medimama)
Doppiata da: Mai Nakahara
La madre di Medhi. Le piace vantarsi di sua figlia e fa di tutto per assicurarsi che sia la migliore in qualsiasi cosa. A sua insaputa però, la sua natura prepotente ha indotto la figlia a disprezzarla.
Amante (アマンテ?)
Doppiata da: Natsumi Fujiwara
Un membro del gruppo antimadri chiamato "Ribelle". Ad Amante non piace come il gioco favorisca le madri e perciò vuole fare di tutto pur di liberarsene, sbarrando più volte la strada a Mamako ed il suo gruppo.

## Media

### Light novel
La serie di light novel, scritta da Dachima Inaka e illustrata da Pochi Iida, è stata pubblicata dall'editore Fujimi Shobō sotto l'etichetta Fujimi Fantasia Bunko dal 20 gennaio 2017 al 17 aprile 2020 per un totale di undici volumi. Ai Kayano ha prestato la voce al personaggio di Mamako nelle pubblicità dedicate alla serie di romanzi. Come parte di una campagna promozionale per la serie, Animate annunciò che avrebbe distribuito un opuscolo di 16 pagine a chiunque avesse portato la propria madre ad acquistare con sé uno dei quattro vincitori del ventinovesimo Fantasia Prizes.
| Nº | Titolo italiano (traduzione letterale) Giapponese 「Kanji」 - Rōmaji | Data di prima pubblicazione              | Data di prima pubblicazione |
| Nº | Titolo italiano (traduzione letterale) Giapponese 「Kanji」 - Rōmaji | Giapponese                               |                             |
| 1  | Riesci ad andare d'accordo in un viaggio di avventura con tua madre? 「母親と一緒に冒険の旅に出たら仲良くなれますか？」 - Hahaoya to issho ni bōken no tabi ni detara nakayoku naremasu ka? | 20 gennaio 2017 ISBN 978-4-04-072203-0   |                             |
| 2  | Andiamo a scuola con la mamma! 「お母さんと一緒に学園に行きましょうね！」 - Okāsan to issho ni gakuen ni ikimashou ne!                                                                      | 20 aprile 2017 ISBN 978-4-04-072204-7    |                             |
| 3  | Catturiamo il dungeon nella gilda della mamma! 「お母さんギルドで、ダンジョン攻略しましょうね！」 - Okāsan Girudo de, Danjon kōryaku shimashou ne!                                          | 19 agosto 2017 ISBN 978-4-04-072426-3    |                             |
| 4  | Andiamo al casinò con la mamma Bunny! 「バニーお母さんとカジノに行きましょう！」 - Banī okāsan to kajino ni ikimashou!                                                                      | 20 gennaio 2018 ISBN 978-4-04-072427-0   |                             |
| 5  | L'associazione gestita dalla madre migliore del mondo! 「天下一母道会、開催！」 - Tenkaichi hahadōkai, kaisai!                                                                              | 20 aprile 2018 ISBN 978-4-04-072701-1    |                             |
| 6  | Prendiamoci cura di genitori e figli! 「親子の悩みは真々子にお任せ！」 - Oyako no nayami wa ma gata ko ni o makase!                                                                         | 18 agosto 2018 ISBN 978-4-04-072702-8    |                             |
| 7  | Sviluppiamo un resort con mia madre 「お母さんと一緒にリゾート開発しましょうね」 - Okāsan to issho ni Rizōto kaihatsu shimashou ne                                                          | 20 dicembre 2018 ISBN 978-4-04-072703-5  |                             |
| 8  | Mamma, ti salverò il mondo diventando un idol 「お母さん、アイドルになってついでに世界を救っちゃうわね」 - Okāsan, Aidoru ni natte tsuideni sekai o sukutchau wa ne                         | 20 aprile 2019 ISBN 978-4-04-073147-6    |                             |
| 9  | Buon Natale con la mamma 「お母さんと一緒にメリークリスマス」 - Okāsan to issho ni Merī Kurisumasu                                                                                          | 20 settembre 2019 ISBN 978-4-04-073148-3 |                             |
| 10 | "Papà" appare nel mondo di gioco!? 「ゲーム世界に『お父さん』登場!?」 - Gēmu sekai ni “otōsan” tōjō!?                                                                                       | 20 dicembre 2019 ISBN 978-4-04-073149-0  |                             |
| 11 | Sei andato d'accordo in un'avventura con tua madre? 「母親と一緒に冒険の旅に出て仲良くなれましたか？」 - Hahaoya to issho ni bōken no tabi ni dete nakayoku naremashita ka?                 | 17 aprile 2020 ISBN 978-4-04-073626-6    |                             |

### Manga
Un adattamento manga ad opera di Meicha è stato pubblicato da Kadokawa Shoten sulla rivista online Young Ace Up dal 26 settembre 2017 al 18 gennaio 2021. La serie è stata serializzata anche sulla piattaforma Kadokawa's Comic Walker. Il primo volume tankōbon è stato pubblicato il 25 agosto 2018. Cinque volumi sono stati pubblicati entro il 4 febbraio 2021.
| 1 | 25 agosto 2018 | ISBN 978-4-04-106840-3 |
| 1 | Capitoli (traduzioni letterali dei titoli) - 1. Se pensi che l'epica avventura del ragazzo stia per iniziare... qual è il punto? Parte 1 (少年の壮大なる冒険が始まると思ってたら・・・・・・え、どういうことだよこれ・・・・・・。①?, Shōnen no sōdainaru bōken ga hajimaru to omottetara e, dō iu kotoda yo kore.①) - 2. Se pensi che l'epica avventura del ragazzo stia per iniziare... qual è il punto? Parte 2 (少年の壮大なる冒険が始まると思ってたら・・・・・・え、どういうことだよこれ・・・・・・。②?, Shōnen no sōdainaru bōken ga hajimaru to omottetara e, dō iu kotoda yo kore.②) - 3. Se pensi che l'epica avventura del ragazzo stia per iniziare... qual è il punto? Parte 3 (少年の壮大なる冒険が始まると思ってたら・・・・・・え、どういうことだよこれ・・・・・・。③?, Shōnen no sōdainaru bōken ga hajimaru to omottetara e, dō iu kotoda yo kore.③) - 4. Se pensi che l'epica avventura del ragazzo stia per iniziare... qual è il punto? Parte 4 (少年の壮大なる冒険が始まると思ってたら・・・・・・え、どういうことだよこれ・・・・・・。④?, Shōnen no sōdainaru bōken ga hajimaru to omottetara e, dō iu kotoda yo kore.④) - 4. È solo una coincidenza che siano solo ragazze. Non fraintendermi. Non guardarmi con un sorriso. Parte 1 (女子ばっかなのは偶然だ。誤解するな。笑顔でこっちを見るな。①?, Joshi bakkana no wa gūzenda. Gokai suru na. Egao de kotchi o miruna.①) - 5. È solo una coincidenza che siano solo ragazze. Non fraintendermi. Non guardarmi con un sorriso. Parte 2 (女子ばっかなのは偶然だ。誤解するな。笑顔でこっちを見るな。②?, Joshi bakkana no wa gūzenda. Gokai suru na. Egao de kotchi o miruna.②) - 6. È solo una coincidenza che siano solo ragazze. Non fraintendermi. Non guardarmi con un sorriso. Parte 3 (女子ばっかなのは偶然だ。誤解するな。笑顔でこっちを見るな。③?, Joshi bakkana no wa gūzenda. Gokai suru na. Egao de kotchi o miruna.③) - 7. È solo una coincidenza che siano solo ragazze. Non fraintendermi. Non guardarmi con un sorriso. Parte 4 (女子ばっかなのは偶然だ。誤解するな。笑顔でこっちを見るな。④?, Joshi bakkana no wa gūzenda. Gokai suru na. Egao de kotchi o miruna.④) - 0. Episode: 0 (EPISODE: 0?) |                        |
| 2 | 25 aprile 2019 | ISBN 978-4-04-107912-6 |
| 2 | Capitoli (traduzioni letterali dei titoli) - 8. È solo una coincidenza che siano solo ragazze. Non fraintendermi. Non guardarmi con un sorriso. Parte 5 (女子ばっかなのは偶然だ。誤解するな。笑顔でこっちを見るな。⑤?, Joshi bakkana no wa gūzenda. Gokai suru na. Egao de kotchi o miruna.⑤) - 9. La biancheria intima è un'armatura. L'area difensiva è ampia. Altrimenti mio figlio morirà! Parte 1 (下着は防具。守備面積は大きめに。さもなくば息子が死ぬぞ！①?, Shitagi wa bōgu. Shubi menseki wa ōkime ni. Sa mo nakuba musuko ga shinu zo!①) - 10. La biancheria intima è un'armatura. L'area difensiva è ampia. Altrimenti mio figlio morirà! Parte 2 (下着は防具。守備面積は大きめに。さもなくば息子が死ぬぞ！②?, Shitagi wa bōgu. Shubi menseki wa ōkime ni. Sa mo nakuba musuko ga shinu zo!②) - 11. La biancheria intima è un'armatura. L'area difensiva è ampia. Altrimenti mio figlio morirà! Parte 3 (下着は防具。守備面積は大きめに。さもなくば息子が死ぬぞ！③?, Shitagi wa bōgu. Shubi menseki wa ōkime ni. Sa mo nakuba musuko ga shinu zo!③) - 12. La biancheria intima è un'armatura. L'area difensiva è ampia. Altrimenti mio figlio morirà! Parte 4 (下着は防具。守備面積は大きめに。さもなくば息子が死ぬぞ！④?, Shitagi wa bōgu. Shubi menseki wa ōkime ni. Sa mo nakuba musuko ga shinu zo!④) - 13. Non credo di essere contenta di essere stata una madre comprensiva. Parte 1 (理解のある母親でよかったなんて、ちっとも思ってねーし。 ①?, Rikai no aru hahaoyade yokatta nante, chittomo omotte ne ̄ shi.①) |                        |
| 3 | 4 ottobre 2019 | ISBN 978-4-04-108593-6 |
| 3 | Capitoli (traduzioni letterali dei titoli) - 14. Non credo di essere contenta di essere stata una madre comprensiva. Parte 2 (理解のある母親でよかったなんて、ちっとも思ってねーし。 ②?, Rikai no aru hahaoyade yokatta nante, chittomo omotte ne ̄ shi.②) - 15. Non credo di essere contenta di essere stata una madre comprensiva. Parte 3 (理解のある母親でよかったなんて、ちっとも思ってねーし。 ③?, Rikai no aru hahaoyade yokatta nante, chittomo omotte ne ̄ shi.③) - 16. I bambini sono bambini, i genitori sono genitori e umani, e ci sono molte cose, ma sono i genitori e i figli che se la cavano. Parte 1 (子供は子供で、親も親で人間で、色々あるけど、何とかするのが親子だろ。①?, Kodomo wa kodomo de, oya mo oya de ningen de, iroiro arukedo, nantoka suru no ga oyakodaro.①) - 17. I bambini sono bambini, i genitori sono genitori e umani, e ci sono molte cose, ma sono i genitori e i figli che se la cavano. Parte 2 (子供は子供で、親も親で人間で、色々あるけど、何とかするのが親子だろ。②?, Kodomo wa kodomo de, oya mo oya de ningen de, iroiro arukedo, nantoka suru no ga oyakodaro.②) - 18. I bambini sono bambini, i genitori sono genitori e umani, e ci sono molte cose, ma sono i genitori e i figli che se la cavano. Parte 3 (子供は子供で、親も親で人間で、色々あるけど、何とかするのが親子だろ。③?, Kodomo wa kodomo de, oya mo oya de ningen de, iroiro arukedo, nantoka suru no ga oyakodaro.③) |                        |
| 4 | 3 luglio 2020 | ISBN 978-4-04-109742-7 |
| 4 | Capitoli (traduzioni letterali dei titoli) - 19. I bambini sono bambini, i genitori sono genitori e umani, e ci sono molte cose, ma sono i genitori e i figli che se la cavano. Parte 4 - 20. I bambini sono bambini, i genitori sono genitori e umani, e ci sono molte cose, ma sono i genitori e i figli che se la cavano. Parte 5 - 21. Avanziamo con l'avidità nei nostri cuori! ...Aspetta, suona male... Parte 1 - 22. Avanziamo con l'avidità nei nostri cuori! ...Aspetta, suona male... Parte 22 - 23. I graffiti su quel muro sono un bel ricordo, ma è meglio dimenticare i segni del pugno e del piede. Dovremmo seriamente sbarazzarcene. Parte 1 - 24. I graffiti su quel muro sono un bel ricordo, ma è meglio dimenticare i segni del pugno e del piede. Dovremmo seriamente sbarazzarcene. Parte 2 |                        |
| 5 | 4 febbraio 2021 | ISBN 978-4-04-109743-4 |
| 5 | Capitoli (traduzioni letterali dei titoli) - 25. I graffiti su quel muro sono un bel ricordo, ma è meglio dimenticare i segni del pugno e del piede. Dovremmo davvero sbarazzarci di quelli. Parte 3 - 26. Il bagaglio della mamma aveva un quaderno di igiene alimentare. Nessun segno di licenza di chef. Parte 1 - 27. Il bagaglio della mamma aveva un quaderno di igiene alimentare. Nessun segno di licenza di chef. Parte 2 - 28. Se non glielo dico, non lo capirà mai, ma se lo faccio, probabilmente mi picchierà. Le famiglie sono difficili. Parte 1 - 29. Se non glielo dico, non lo capirà mai, ma se lo faccio, probabilmente mi picchierà. Le famiglie sono difficili. Parte 2 - 30. Se non glielo dico, non lo capirà mai, ma se lo faccio, probabilmente mi picchierà. Le famiglie sono difficili. Parte 3 |                        |

### Anime

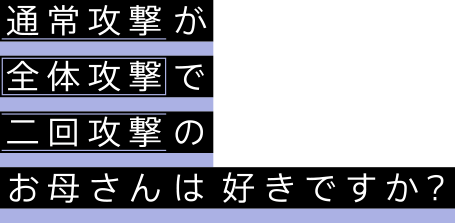
Logo della serie

Un adattamento anime fu annunciato all'evento "Fantasia Bunko Dai Kanshasai 2018" tenutosi il 21 ottobre 2018. La serie venne diretta da Yoshiaki Iwasaki e scritta da Deko Akao, prodotta dallo studio J.C.Staff, il character design fu affidato a Yohei Yaegashi mentre la colonna sonora a Keiji Inai. È stata trasmessa dal 13 luglio al 28 settembre 2019 su Tokyo MX e su altre emittenti. La sigla d'apertura si intitola Iya yo iya yo mosuki no uchi (イヤヨイヤヨモスキノウチ? lett. "Non sono sicuro che sia una buona idea, ma penso che sia una buona idea") ed è cantata dalla band Spira Spica mentre quella di chiusura è Tsūjou kōgeki ga zentai kōgeki de ni kai kōgeki mama (通常攻撃が全体攻撃で二回攻撃ママ? lett. "L'attacco normale è un doppio attacco con un intero attacco") viene interpretata da Ai Kayano (che nella serie presta la voce al personaggio di Mamako). Un episodio OAV è uscito in allegato al settimo volume Blu-ray pubblicato il 25 marzo 2020.
| Nº       | Titolo italiano (traduzione letterale) Giapponese 「Kanji」 - Rōmaji | In onda           | In onda |
| Nº       | Titolo italiano (traduzione letterale) Giapponese 「Kanji」 - Rōmaji | Giapponese        |         |
| 1        | Il ragazzo pensava di cominciare una grande avventura... ma ehi, che sta succedendo... 「少年の壮大なる冒険が始まると思ってたら…え、どういうことだよこれ…。」 - Shōnen no sōdainaru bōken ga hajimaru to omottetara...e, dōiu kotodayo kore...                                                                     | 13 luglio 2019    |         |
| 2        | È solo una coincidenza che siano tutte ragazze. Capito? Togliti quel sorrisetto dalla faccia. 「女子ばっかなのは偶然だ。誤解するな。笑顔でこっちを見るな。」 - Joshi bakka na no wa gūzen da. gokai suru na. egao de kocchi o miru na.                                                                             | 20 luglio 2019    |         |
| 3        | La biancheria intima è la nostra armatura. Assicurati che abbia molta difesa. Altrimenti, mio figlio morirà! 「下着は防具。守備面積は大きめに。さもなくば息子が死ぬぞ！」 - Shitagi wa bōgu. shubi menseki wa ōkime ni. samo naku ba musuko ga shinu zo!                                                           | 27 luglio 2019    |         |
| 4        | I figli sono figli e i genitori sono genitori, ma sono anche esseri umani e, nonostante le differenze, superano insieme le difficoltà. 「子供は子供で、親も親で人間で、色々あるけど何とかするのが親子だろ。」 - Kodomo wa kodomo de, oya mo oya de ningen de, iroiro aru kedo nantoka suru no ga oyako daro.       | 3 agosto 2019     |         |
| 5        | Questo è un mondo per bambini, traboccante di sogni e speranze. Per bambini. È questa la parte importante! 「そこは夢と希望に満ちた、子供達の領域。子供達の、だ。ここ大事！」 - Soko wa yume to kibō ni michita, kodomodachi no ryōiki. Kodomodachi no, da. Koko daiji!                                            | 10 agosto 2019    |         |
| 6        | Che bellissima ragazza... no aspetta, non te, mamma. Non avvicinarti a me vestita così, basta! 「なんという美少女…いや母さんじゃなくて。その格好で近寄るなやめろ。」 - Nanto iu bishōjo... iya kāsan ja nakute. Sono kakkō de chikayoru na yamero.                                                                 | 17 agosto 2019    |         |
| 7        | Gli studenti sono i protagonisti del festival scolastico. Ma sono invitate anche le persone con l'uniforme alla marinara. 「学祭の主役は学生だ。それはただ制服を着ている人も含まれてしまうのだがな…。」 - Gakusai no shuyaku wa gakuseida. sore wa tada seifuku o kite iru hito mo fukuma rete shimau nodaga na... | 24 agosto 2019    |         |
| 8        | Se non dico niente, nessuno sentirà niente, ma se dirò qualcosa, metterò a segno un colpo critico. Che schifo essere una famiglia. 「言わなきゃ伝わらないが、言ったらかなりの確率でぶつかる。厄介だよ、親子。」 - Iwanakya tsutawaranai ga, ittara kanari no kakuritsu de butsukaru. yakkai da yo, oyako.          | 31 agosto 2019    |         |
| 9        | Oh, c’è una pedana a pressione in un posto simile. Beh, non la calpesterò. No, ho detto che non lo farò! 「おっと、こんなところにスイッチ床があるぞ。まあ踏まないけど。いや踏まないから。」 - Otto, konna tokoro ni suitchi yuka ga aru zo. mā fumanai kedo. iya fumanai kara.                                     | 7 settembre 2019  |         |
| 10       | La gilda con mammina accetta tutti! Aspetta, ci sono persone che non abbiamo invitato! 「お母さんと一緒ギルドは千客万来！……って、招かれざる客ばっかかよ！」 - Okāsan to issho girudo wa senkyakubanrai!... tte, manekarezarukyaku bakka ka yo!                                                                     | 14 settembre 2019 |         |
| 11       | Il coraggio di accettare le cose, un buon cuore e un'armatura completa. Di cos'altro ha bisogno una madre... aspetta, un'armatura?! 「受け止める勇気。慈しむ心。あと全身鎧。それが母親に必須の……ん？ 鎧？」 - Uketomeru yūki. itsukushimu kokoro. ato zenshin yoroi. sore ga hahaoya ni hissu no... n? Yoroi?      | 21 settembre 2019 |         |
| 12       | Ho sperato invano che quel desiderio non si avverasse. Ma si è avverato. 「その願いは叶えないでくれ、と強く願った。だが願いは叶えられた。」 - Sono negai wa kanaenai de kure, to tsuyoku negatta. daga negai wa kanae rareta.                                                                                      | 28 settembre 2019 |         |
| 13 (OAV) | Ti piace la tua mamma sulla riva? 「波打ち際のお母さんは好きですか？」 - Namiuchigiwa no okāsan wa sukidesu ka? | 25 marzo 2020     |         |

#### Pubblicazioni
Gli episodi di Okaa-san Online sono stati raccolti in sei volumi BD/DVD, distribuiti in Giappone per il mercato home video tra il 25 settembre 2019 e il 26 febbraio 2020.
| Volume |         |                       |
| Volume | Episodi | Data di pubblicazione |
| ------ | ------- | --------------------- |
| 1      | 1–2     | 25 settembre 2019     |
| 2      | 3–4     | 30 ottobre 2019       |
| 3      | 5–6     | 27 novembre 2019      |
| 4      | 7–8     | 25 dicembre 2019      |
| 5      | 9–10    | 29 gennaio 2020       |
| 6      | 11–12   | 26 febbraio 2020      |
| 7      | 13      | 25 marzo 2020         |

## Accoglienza
Prima del suo debutto, la serie vinse il ventinovesimo evento annuale Fantasia Grand Prize, un premio assegnato ai romanzi pubblicati sotto l'etichetta Fujimi Fantasia Bunko. Nei primi nove giorni dalla sua pubblicazione, il primo volume vendette 12 889 copie. A maggio 2017, i primi due volumi hanno venduto un totale di 100 000 copie.